# Vent creuat

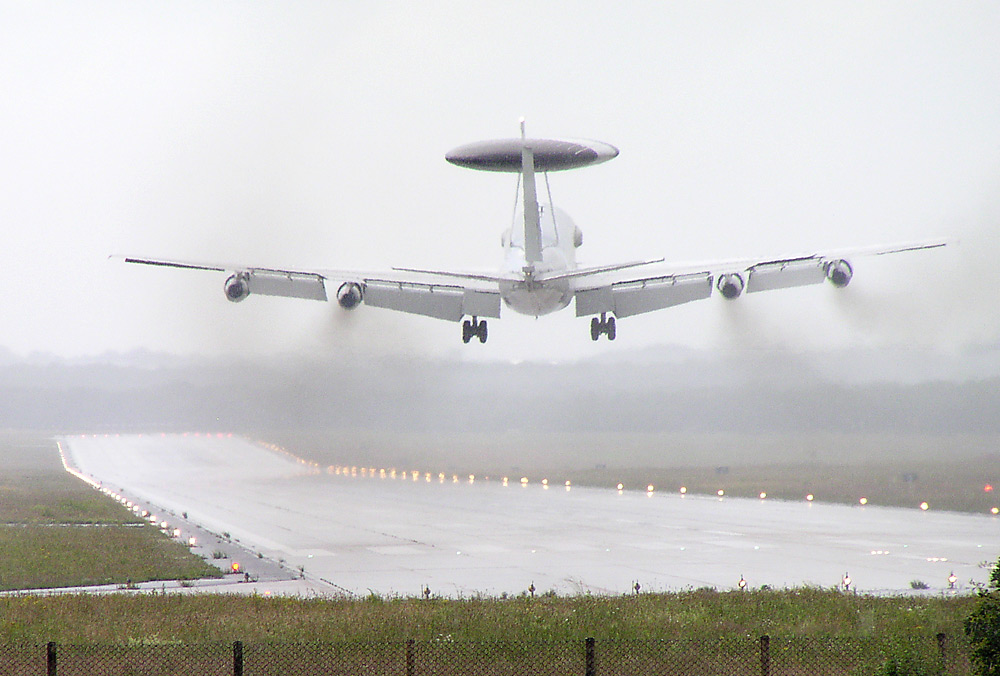
En un aterratge amb vent creuat, el fuselatge de l'avió pot desviat respecte la pista d'aterratge

El vent creuat és qualsevol vent que té una component perpendicular a la direcció de desplaçament. Això afecta l'aerodinàmica de moltes formes de transport. No moure's en paral·lel a la direcció del vent crea una component de vent creuat en l'objecte que es mou i, per tant, augmenta el vent aparent en l'objecte; aquest ús del vent creuat sol ser usat per avançar en les embarcacions de vela, en el surf d'estel, en el power kiting, etc. D'altra banda, el vent creuat mou cap un costat la trajectòria dels vehicles i pot suposar un risc.

## Definició
Quan el vent no és paral·lel o no va completament a favor o en contra de la trajectòria, es diu que el vent té una component de vent creuat; és a dir, que es pot separar la força en dos components vectorials:
- El component de vent de cara o de cua, que va en direcció del moviment,
- El vent creuat, perpendicular a la component anterior.

Un vehicle es comporta com si estigués només experimentant directament la component lateral de la magnitud del vent creuat. El component de vent creuat es calcula multiplicant la velocitat del vent pel sinus de l'angle entre el vent i la direcció de la trajectòria mentre que el component de vent de cara es calcula de la mateixa manera, utilitzant el cosinus en comptes del sinus. Per exemple, un vent de 10 nusos que ve a 45 graus de qualsevol dels costats tindra un component de vent creuat de 10 × sin(45°) nusos i un coponent de vent de cara o de cua 10× cos(45°) nusos, ambdós iguals a 7.07 nusos.
Per determinar el component de vent creuat en l'aviació, se solen usar gràfieques nomogrames en què es mostren la magnitud de la velocitat del vent i l'angle, i es llegeix el component de vent creuat amb una línia de referència. La direcció de la trajectòria relativa al vent pot ser dreta o esquerra, cap amunt o cap acall, o obliqua.

## Impacte

Ciclistes experimentats poden muntar en vent creuat utilitzant un torniquet belga (Belgischer Kreisel)

En l'aviació, el vent creuat és el component del vent que bufa perpendicular a la pista i fa que els aterratges i els enlairements siguin més difícils que quan el vent és de cara o de cua. Si un vent creuat és prou fort, pot avariar el tren d'aterratge d'una aeronau en aterrar. El vent creuat, en anglès abreujat com X/WIND, és anotada en nusos, abreujats kt. Les aeronaus més petites no solen estar limitades pel vent creuat en l'aterratge, però poden reduir la seva habilitat de maniobra en la fase de taxi (el rodatge des de la pista d'aterratge fins a la plataforma).
Els ciclistes també es veuen afectats significativament pel vent creuat. Estalviar energia evitant exposar-se al vent és una de les tècniques més habituals en el ciclisme de carretera, i en especial quan hi ha vent creuat. En aquestes circumstàncies, els grups de ciclistes formen 'escalons', rotant les seves posicions. Els ciclistes que no són capaços de formar part dels escalons hauran de fer molt més esforç, hRiders who fail to form part of an echelon will have to work much harder, and can be dropped by the group that they are with. Crosswinds are common on races near the coast, and are often a feature of the Belgian classic one-day races, or flat stages of the Tour de France.